# Tåssjö församling
Tåssjö församling var en församling i Lunds stift och i Ängelholms kommun. Församlingen uppgick 2006 i Munka Ljungby församling (utan bindestreck).

## Administrativ historik
Församlingen har medeltida ursprung.
Församlingen var från 1551 till 1962 annexförsamling i pastoratet Össjö och Tåssjö som från 1681 till 1736 även omfattade Munka-Ljungby församling och från 1681 till 1732 Ängelholms församling. Från 1962 till 2002 var församlingen annexförsamling i pastoratet Munka-Ljungby och Tåssjö vilket från 1974 även omfattade Össjö församling. Församlingen uppgick 2006 i Munka Ljungby församling.

## Kyrkobyggnader
- Tåssjö kyrka